# Czarodziejka z Florencji
Czarodziejka z Florencji (ang. The Enchantress of Florence) – dziesiąta powieść Salmana Rushdiego, wydana w 2008 roku. Według samego autora książka jest efektem „największych badań własnych”, które wymagały „wielu lat czytania”.
Powieść w wersji oryginalnej została opublikowana 11 kwietnia 2008 roku nakładem wydawnictwa Jonathan Cape London.

## Fabuła
Głównym tematem Czarodziejki z Florencji jest wizyta Europejczyka w Imperium Mogołów na dworze cesarza Akbara. Przybysz twierdzi, że jest dalekim krewnym władcy, zrodzonym z będącej na wygnaniu indyjskiej księżniczki, a spłodzonym przez Włocha z Florencji. Historia rozgrywa się na dwóch kontynentach Azji i Europie. Odpowiednio na dworze Akbara i w renesansowej Florencji, przeplatając się w mieszaninę baśni i fantasy.

### Część pierwsza
Opowieść rozpoczyna się w Fatehpur Sikri, siedzibie Cesarza Mogołów Akbara Wielkiego, do której przybywa cudzoziemiec, ukrywający się uprzednio na pirackim statku dowodzonym przez Szkota Lorda Hauksbanka.

### Część druga, rozdziały od 10 do 15
Cudzoziemiec rozpoczyna opowiadać Akbarowi historię, nawiązując w niej do dzieciństwa trzech przyjaciół z Florencji – Il Machia, Ago Vespucciego oraz Nina Argalii, który został podróżnikiem po oriencie.

### Część trzecia
Opowieść powraca do tłumu i zgiełku we Florencji doby dynastii Medyceuszów.

## Tematyka
Książka prezentuje kolejno przeplatające się historie opowiadane przez różnych gawędziarzy, podróżników oraz poszukiwaczy przygód. Opowiada także o historii i kulturach różnych systemów państwowych m.in. Wielkich Mogołów, Imperium Osmańskiego, wczesnej Mongolii i renesansowej Florencji. W powieści pojawiają się także liczne nawiązania do seksu i erotyzmu. Wiele z nich otacza tytułową Czarodziejkę, której postać zainspirowana była renesansowym poematem Orland szalony. Znaleźć tu można rozważania na temat humanizmu oraz polemiki z autorytaryzmem, bohaterem powieści jest również Niccolò Machiavelli. Podobnie do poprzednich prac Salmana Rushdiego, książkę można wpisać w nurt magicznego realizmu.

## Postacie historyczne występujące w książce
- Adham Khan, przybrany brat Akbara
- Akbar Wielki – Cesarz Wielkich Mogołów
- Abu’l-Fazl – główny doradca Akbara i autor Akbarnamy
- Miyan Tansen – legendarny muzyk znany ze swojego głosu i kompozycji
- Ali-Shir Nava’i – poeta z Heratu, autor poematu „Mój Ciemny Jednooki”
- Amerigo Vespucci – podróżnik i kartograf, od którego nazwiska nazwę swą zawdzięcza Ameryka
- Niccolò Machiavelli – włoski dyplomata, filozof polityczny, muzyk, poeta i dramaturg
- Andrea Doria – genueński admirał
- Angelica to postać fikcyjna pochodząca z poematu „Orland szalony”, na którą powołuje się Rushdie jako inspirację do stworzenia postaci Qary Köz, Czarnookiej Pani.
- Babur – założyciel Imperium Mogołów, brat Andżeliki.
- Bajazyd II – sułtan Imperium Osmańskiego z lat 1481–1512.
- Birbal – Wielki Wezyr (Wazīr-e Azam) dworu Mogołów, członek administracji rządowej Imperium i jeden z dziewięciu klejnotów na dworze Akbara
- Elżbieta I – Królowa Anglii
- Giuliano de’ Medici – władca Florencji w latach 1512–1516.
- Janczarzy – piesze jednostki formowane w Imperium Osmańskim, osobista gwardia sułtanów.
- Jodha
- Czyngis-chan – założyciel Imperium Mongolskiego oraz kilku jego potomków np. Timur Chromy
- Gulbadan – córka Babura, siostra Humajuna, ciotka Akbara Wielkiego.
- Hauksbank – postać fikcyjna, jednakże nazwisko może pochodzić od Sir Johna Hawkwooda, angielskiego najemnika i przywódcy w czternastowiecznych Włoszech.
- Humajun – drugi Cesarz Mogołów, ojciec Akbara Wielkiego
- Khanzada Begum – siostra Babara
- Książę Khusraw – syn księcia Selima (Dżahangir), wnuk Akbara Wielkiego
- Leon, Papież Leon X – wł. Giovanni di Lorenzo de’ Medici, brat księcia Florencji Giuliana
- Lorenzo de’ Medici – władca Florencji, zmarł na syfilis, to jemu Niccolò Machiavelli zadedykował swoje dzieło „Książę”.
- Maham Anaga – mamka Cesarza Akbara. Była de facto regentem Imperium Mogołów po wykluczeniu Bairam Khan w 1560 roku do uzyskania pełni władzy przez Akbara na krótko przed jej śmiercią w 1562 roku.
- Mariam-uz-Zamani – żona cesarza Jalaluddina Muhammada Akbara. Była także matką cesarza Nuruddina Salima Dżahangira i spadkobierczynią męża.
- Mir Sayyid Ali – pierwszy mistrz królewskiej akademii sztuki na dworze Wielkich Mogołów.
- Francesco Petrarca – włoski uczony i poeta.
- Qutlugh Nigar Khanum – matka Babura.
- Szach Ismail – zwycięzca bitwy pod Merw (Turkmenistan)
- Savonarola – włoski ksiądz, dominikanin, przywódca Florencji od 1494 roku do swojej egzekucji w 1498.
- Scáthach – legendarna szkocka wojowniczka – imię statku Hauksbanka.
- Selim I Groźny – syn Bajezyda II i Sułtan Imperium Osmańskiego 1512-1520.
- Shaybani Khan (piołun)
- Sułtan Mehmed II – Sułtan Imperium Osmańskiego w krótkim okresie pomiędzy 1444 i 1446 rokiem, by później powrócić na tron w 1451 roku do 1481 roku. Zdobył Konstantynopol, przynosząc kres średniowiecznemu Cesarstwu Bizantyjskiemu.
- Wład III, Książę Wallachii zwany Władem Palownikiem.
- Martin Waldseemüller – kartograf, autor mapy Waldseemüllera z 1507 roku, która pokazuje ocean pomiędzy Ameryką i Azją pięć lat przed tym, zanim Europejczycy zobaczyli Pacyfik.